# Баркан, Дмитрий Олегович
Дми́трий Оле́гович Барка́н (; род. 14 апреля 1978, Минск) — белорусский кёрлингист и автогонщик.
Играет на позициях третьего и четвёртого.
Член национальной смешанной сборной Белоруссии по кёрлингу.
Занимается кёрлингом с 2014 года.

## Достижения
- Чемпионат Беларуси по кёрлингу среди смешанных команд: золото (2016, 2019), серебро (2017).
- Чемпионат Беларуси по кёрлингу среди смешанных пар: золото (2018), бронза (2016).

## Команды
| Сезон                                               | Четвёртый      | Третий            | Второй             | Первый             | Запасной                              | Турниры                   |
| --------------------------------------------------- | -------------- | ----------------- | ------------------ | ------------------ | ------------------------------------- | ------------------------- |
| 2015—16                                             | Павел Петров   | Дмитрий Баркан    | Андрей Юркевич     | Николай Криштопа   | Ilya Kazlouski тренер: Ilya Kazlouski | ЧЕ 2015 (гр. C) (6 место) |
| 2016—17                                             | Дмитрий Баркан | Павел Петров      | Андрей Юркевич     | Николай Криштопа   | Евгений Клевец                        | ЧЕ 2017 (гр. C) (4 место) |
| 2021—22                                             | Дмитрий Баркан | Дмитрий Рудницкий | Николай Криштопа   | Алексей Чубаров    |                                       | ЧЕ 2021 (23 место)        |
| Кёрлинг среди смешанных команд (mixed curling)      |                |                   |                    |                    |                                       |                           |
| 2015—16                                             | Дмитрий Баркан | Алина Павлючик    | Андрей Юркевич     | Маргарита Дешук    |                                       | ЧБСК 2016                 |
| 2016—17                                             | Дмитрий Баркан | Алина Павлючик    | Андрей Юркевич     | Маргарита Дешук    | тренер: Александр Орлов               | ЧМСК 2016 (27 место)      |
| 2016—17                                             | Алина Павлючик | Дмитрий Баркан    | Маргарита Дешук    | Андрей Юркевич     |                                       | ЧБСК 2017                 |
| 2017—18                                             | Дмитрий Баркан | Маргарита Дешук   | Виталий Бурмистров | Алина Павлючик     |                                       | ЧБСК 2018 (5 место)       |
| 2018—19                                             | Алина Павлючик | Дмитрий Баркан    | Маргарита Дешук    | Виталий Бурмистров |                                       | ЧБСК 2019                 |
| 2019—20                                             | Алина Павлючик | Дмитрий Баркан    | Маргарита Дешук    | Виталий Бурмистров | тренер: Александр Орлов               | ЧМСК 2019 (17 место)      |
| Кёрлинг среди смешанных пар (mixed doubles curling) |                |                   |                    |                    |                                       |                           |
| 2016—17                                             | Дмитрий Баркан | Алина Павлючик    |                    |                    |                                       | ЧБСП 2016                 |
| 2017—18                                             | Дмитрий Баркан | Алина Павлючик    |                    |                    |                                       | ЧБСП 2018                 |
| 2018—19                                             | Дмитрий Баркан | Сюзанна Ивашина   |                    |                    |                                       | ЧБСП 2019 (5 место)       |
| 2020—21                                             | Дмитрий Баркан | Наталья Рудницкая |                    |                    |                                       | ЧБСП 2020 (5 место)       |

(скипы выделены полужирным шрифтом)